# Żółta flota

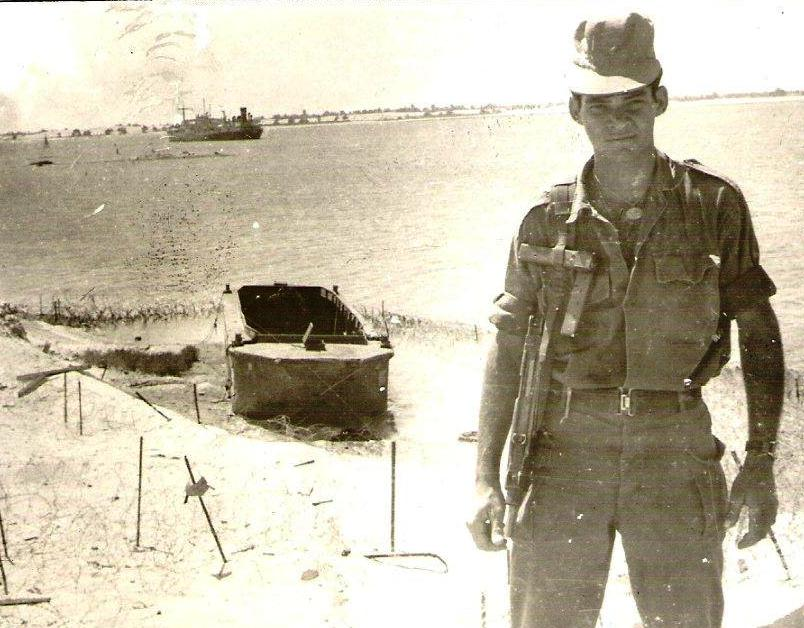
Jeden z uwięzionych statków, listopad 1973 r.

Żółta flota – grupa piętnastu statków, która na 8 lat (od czerwca 1967 do maja 1975) została uwięziona na Wielkim Jeziorze Gorzkim w Egipcie, z powodu zablokowania Kanału Sueskiego w czasie wojny sześciodniowej.

## Historia
W czerwcu 1967 r. piętnaście statków płynęło na północ przez Kanał Sueski, kiedy wybuchła wojna sześciodniowa między Izraelem a Egiptem. Trwała ona co prawda sześć dni, ale skazała załogi statków na 8 lat oddalenia od ojczyzn i rodzin. Egipt próbując sparaliżować izraelską gospodarkę podjął działania mające na celu blokadę kanału. Zatkano go setkami ton materiałów wybuchowych i gruzem powstałym podczas walk. Niektóre zatopione statki odcięły SS Observera od pozostałych statków, przez co musiał zakotwiczyć w jeziorze Timsah. Pozostałych czternaście statków zostało zmuszonych do zakotwiczenia w najszerszej części Kanału Sueskiego, Wielkim Jeziorze Gorzkim. 
Izrael kontrolował wschodni brzeg kanału, a Egipt - zachodni. Marynarze będąc praktycznie w samym środku frontu, bezradnie patrzyli się na przelatujące nad ich głowami pociski i rakiety.
Mirosław Proskurnicki, kapitan polskiego statku MS Djakarta, opisał wydarzenie w sposób następujący:

Byliśmy jak w więzieniu. Pierwszy miesiąc był jak wakacje. Drugi miesiąc był bardzo ciężki. Pod koniec trzeciego miesiąca było już strasznie.

W październiku 1967 r. oficerowie i załogi wszystkich czternastu statków zajmowali się podstawowymi czynnościami konserwacyjnymi (jednostki kręciły się bez celu po Wielkim Jeziorze Gorzkim, starając się utrzymać silniki w dobrym stanie), by w końcu spotkać się na MS Melampusie i założyć nieoficjalną mikronację, „Stowarzyszenie Wielkiego Jeziora Gorzkiego” (ang. Great Bitter Lake Association), która zapewniała wzajemne wsparcie. 
Członkowie załóg regularnie spotykali się na pokładach swoich statków, organizowali imprezy towarzyskie, założyli klub żeglarski i organizowali „Igrzyska Olimpijskie Jeziora Gorzkiego” jako uzupełnienie Letnich Igrzysk Olimpijskich w Meksyku w 1968 roku, nazywali siebie "Żółtą Flotą", jako nawiązanie do nawiewanego przez wiatr pustynnego piasku, który zalegał na ich pokładach. Każdy statek przyjął na siebie pewne obowiązki, aby cała społeczność jakoś funkcjonowała. Polskie frachtowce służyły jako poczta, największy statek brytyjski organizował mecze w piłkę nożną i wyścigi łodzi ratunkowych, bułgarski MS Wasil Lewski służył jako kino, szwedzki statek MS Killara posiadał basen. Na jednym ze statków działał też szpital. W niedziele na niemieckim statku Nordwind organizowane były "nabożeństwa", według kapitana jednej z amerykańskich jednostek przypominały one bardziej imprezy piwno-alkoholowe.
Do 1975 r. cały czas usuwano ładunki wybuchowe z Kanału Sueskiego, udało się pozbyć ich ponad 750 tys.
Na początku 1975 roku Kanał Sueski został ponownie otwarty dla transportu międzynarodowego, a 24 maja 1975 roku niemieckie statki Münsterland i Nordwind w końcu dotarły do portu w Hamburgu, przy ponad 30 000 wiwatujących widzach. Były to podobno jedyne statki, które wróciły do swojego portu macierzystego o własnych siłach. Polskie frachtowce MS Bolesław Bierut i MS Djakarta, trafiły do portu w Grecji, gdzie Polskie Linie Oceaniczne odsprzedały je greckim armatorom.

## System pocztowy
Marynarze stworzyli system pocztowy, którego ręcznie robione znaczki pocztowe po czasie stały się przedmiotami kolekcjonerskimi na całym świecie. Egipskie władze uznały znaczki, zezwalając na ich używanie na całym świecie. System pocztowy odnosił się do nazw statków.
| Nazwa grupy  | Skrót | Nazwy statków        |
| ------------ | ----- | -------------------- |
| "Müwinikies" | Mü =  | MS Münsterland       |
| "Müwinikies" | Wi =  | MS Nordwind          |
| "Müwinikies" | Ni =  | MS Nippon            |
| "Müwinikies" | Ki =  | MS Killara           |
| "Müwinikies" | Es =  | MS Essayons          |
| "Ledmelaga"  | Led = | MS Lednice           |
| "Ledmelaga"  | Mel = | MS Melampus          |
| "Ledmelaga"  | Aga = | MS Agapenor          |
| "Djabiporst" | Dja = | MS Djakarta          |
| "Djabiporst" | Bi =  | MS Boleslaw Bierut   |
| "Djabiporst" | Por = | MS Port Invercargill |
| "Djabiporst" | St =  | MS Scottish Star     |

## Statki
| Nazwa                | Narodowość        | Właściciel                       | Kapitan                                                         | Ładunek                                       | Tonaż brutto | Przypisy              |
| -------------------- | ----------------- | -------------------------------- | --------------------------------------------------------------- | --------------------------------------------- | ------------ | --------------------- |
| MS Agapenor          | Wielka Brytania   | Blue Funnel Line                 |                                                                 | Plastikowe zabawki dla Woolworths             | 7,654        | [ 7 ] [ 8 ] [ 9 ]     |
| MS Boleslaw Bierut   | Polska            | Polskie Linie Oceaniczne         | Bogdan Kryspin                                                  |                                               | 6,674        | [ potrzebny przypis ] |
| MS Djakarta          | Polska            | Polskie Linie Oceaniczne         | Mirosław Proskurnicki                                           |                                               | 6,915        | [ potrzebny przypis ] |
| MS Essayons          | Francja           |                                  |                                                                 |                                               | 7,051        | [ potrzebny przypis ] |
| MS Killara           | Szwecja           | Rederiaktiebolaget Transatlantic | Sture Sundnér                                                   | Wełna, skóry, owoce, ołów, świnie z Australii | 12,990       | [ 10 ]                |
| MS Lednice           | Czechosłowacja    | Československá plavba dunajská   | Klement Benda, Ladislav Šlechta                                 | Surowe skóry bydlęce z Etiopii                | 1,462        | [ potrzebny przypis ] |
| MS Melampus          | Wielka Brytania   | Blue Funnel Line                 | Jim Starkey                                                     |                                               | 8,509        | [ 8 ]                 |
| MS Münsterland       | Niemcy zachodnie  | Hamburg America Line             | Karl Hoffmann, replaced by Jürgen Katzler, Wolfgang Scharrnbeck | Jajka, owoce                                  | 9,365        | [ 12 ]                |
| MS Nippon            | Szwecja           | Svenska Ostasiatiska Kompaniet   | Arthur Bjuréus, Ulf Bergman                                     | Towary z Dalekiego Wschodu                    | 10,660       | [ potrzebny przypis ] |
| MS Nordwind          | Niemcy zachodnie  | Nordstern Reederei               | Gerhard Lomer                                                   | Koszulki                                      | 8,656        | [ 5 ]                 |
| MS Port Invercargill | Wielka Brytania   | Port Line                        | Arthur Kensett                                                  |                                               | 10,463       | [ potrzebny przypis ] |
| MS Scottish Star     | Wielka Brytania   | Blue Star Line                   | Brian McManus                                                   |                                               | 10,174       | [ 7 ] [ 8 ]           |
| MS Vasil Levsky      | Bułgaria          | Navigation Maritime              |                                                                 |                                               | 4,975        | [ potrzebny przypis ] |
| SS African Glen      | Stany Zjednoczone | Farrell Lines                    |                                                                 |                                               | 6,116        | [ potrzebny przypis ] |
| SS Observer          | Stany Zjednoczone | Marine Carriers Corp.            | Charles Kapelowitz                                              | Pszenica (z Galveston do Bombaju)             | 17,614       | [ 3 ]                 |